# Campeonato Sudamericano de Voleibol Femenino Sub-20 de 2016
El Campeonato Sudamericano de Voleibol Femenino Juvenil de 2016 es la XXIII edición de este torneo de selecciones femeninas de voleibol categoría sub-20 pertenecientes a la Confederación Sudamericana de Voleibol (CSV), se lleva a cabo en la ciudad de Uberaba, Brasil del 26 al 30 de octubre de 2016.
El torneo es organizado por la Federación Brasilera de Voleibol bajo la supervisión de la CSV y otorga un cupo para el Campeonato Mundial de Voleibol Femenino Sub-20 de 2017 al campeón de la competencia.

## Sede
La ciudad de Uberaba, en el estado de Minas Gerais, fue confirmada como sede del torneo los primeros días de octubre de 2016, solo semanas antes de iniciar la competencia. Todos los partidos se llevaron a cabo en el Centro Olímpico.
| UberabaUberaba, sede del Campeonato Sudamericano de Voleibol Femenino Sub-20 de 2016. | Uberaba         |
| ------------------------------------------------------------------------------------- | --------------- |
| UberabaUberaba, sede del Campeonato Sudamericano de Voleibol Femenino Sub-20 de 2016. | Centro Olímpico |
| UberabaUberaba, sede del Campeonato Sudamericano de Voleibol Femenino Sub-20 de 2016. | Capacidad: ?    |
| UberabaUberaba, sede del Campeonato Sudamericano de Voleibol Femenino Sub-20 de 2016. |                 |

## Equipos participantes
- Argentina
- Brasil
- Chile
- Paraguay
- Perú
- Uruguay

## Resultados
- Sede: Centro Olímpico, Uberaba, Brasil.
- Las horas indicadas corresponden al huso horario local de Brasil: UTC-3

### Grupo único
– Clasificado al Campeonato Mundial de Voleibol Femenino Sub-20 de 2017.
| Pos. | Equipo    | Partidos | Partidos | Partidos | Pts. | Sets | Sets | Sets   | Puntos | Puntos | Puntos |
| Pos. | Equipo    | PJ       | PG       | PP       | Pts. | SG   | SP   | Ratio  | PG     | PP     | Ratio  |
| ---- | --------- | -------- | -------- | -------- | ---- | ---- | ---- | ------ | ------ | ------ | ------ |
| 1    | Brasil    | 5        | 5        | 0        | 15   | 15   | 1    | 15.000 | 398    | 233    | 1.708  |
| 2    | Argentina | 5        | 4        | 1        | 12   | 13   | 4    | 3.250  | 410    | 301    | 1.362  |
| 3    | Perú      | 5        | 3        | 2        | 9    | 10   | 6    | 1.666  | 375    | 290    | 1.293  |
| 4    | Uruguay   | 5        | 2        | 3        | 6    | 6    | 10   | 0.600  | 277    | 370    | 0.748  |
| 5    | Chile     | 5        | 1        | 4        | 3    | 3    | 13   | 0.230  | 272    | 382    | 0.712  |
| 6    | Paraguay  | 5        | 0        | 5        | 0    | 2    | 15   | 0.133  | 258    | 414    | 0.623  |

| Fecha         | Hora  | Partidos  | Partidos  | Partidos  | Sets  | Sets  | Sets  | Sets  | Sets | Puntuación total | Reporte |
| Fecha         | Hora  |           | Resultado |           | 1     | 2     | 3     | 4     | 5    | Puntuación total | Reporte |
| ------------- | ----- | --------- | --------- | --------- | ----- | ----- | ----- | ----- | ---- | ---------------- | ------- |
| 26 de octubre | 14:30 | Argentina | 3 – 0     | Chile     | 25-17 | 25-8  | 25-18 | -     | -    | 75 – 43          | Reporte |
| 26 de octubre | 17:00 | Perú      | 3 – 0     | Uruguay   | 25-18 | 25-9  | 25-10 | -     | -    | 75 – 37          | Reporte |
| 26 de octubre | 19:30 | Brasil    | 3 – 0     | Paraguay  | 25-13 | 25-7  | 25-12 | -     | -    | 75 – 32          | Reporte |
| 27 de octubre | 14:30 | Perú      | 3 – 0     | Chile     | 25-13 | 25-12 | 25-15 | -     | -    | 75 – 40          | Reporte |
| 27 de octubre | 17:00 | Argentina | 3 – 0     | Paraguay  | 25-8  | 25-6  | 25-14 | -     | -    | 75 – 28          | Reporte |
| 27 de octubre | 19:30 | Uruguay   | 0 – 3     | Brasil    | 11-25 | 9-25  | 10-25 | -     | -    | 30 – 75          | Reporte |
| 28 de octubre | 14:30 | Paraguay  | 1 – 3     | Uruguay   | 25-20 | 23-25 | 18-25 | 19-25 | -    | 85 – 95          | Reporte |
| 28 de octubre | 17:00 | Perú      | 1 – 3     | Argentina | 31-29 | 21-25 | 20-25 | 23-25 | -    | 95 – 104         | Reporte |
| 28 de octubre | 19:30 | Chile     | 0 – 3     | Brasil    | 11-25 | 18-25 | 6-25  | -     | -    | 35 – 75          | Reporte |
| 29 de octubre | 14:00 | Paraguay  | 0 – 3     | Perú      | 9-25  | 15-25 | 10-25 | -     | -    | 34 – 75          | Reporte |
| 29 de octubre | 16:00 | Uruguay   | 3 – 0     | Chile     | 25-17 | 25-17 | 28-26 | -     | -    | 78 – 60          | Reporte |
| 29 de octubre | 18:00 | Brasil    | 3 – 1     | Argentina | 25-22 | 25-14 | 23-25 | 25-20 | -    | 98 – 81          | Reporte |
| 30 de octubre | 8:00  | Chile     | 3 – 1     | Paraguay  | 25-20 | 19-25 | 25-15 | 25-19 | -    | 94 – 79          | Reporte |
| 30 de octubre | 10:00 | Argentina | 3 – 0     | Uruguay   | 25-13 | 25-10 | 25-14 | -     | -    | 75 – 37          | Reporte |
| 30 de octubre | 12:00 | Brasil    | 3 – 0     | Perú      | 25-19 | 25-22 | 25-14 | -     | -    | 75 – 55          | Reporte |

## Clasificación final
| Pos | Equipo    |
| --- | --------- |
| 1   | Brasil    |
| 2   | Argentina |
| 3   | Perú      |
| 4   | Uruguay   |
| 5   | Chile     |
| 6   | Paraguay  |

## Clasificados al Mundial 2017
| Bandera de Brasil |
| Brasil            |
| ----------------- |

## Distinciones individuales
| Distinción     | Nombre                            | Equipo           |
| -------------- | --------------------------------- | ---------------- |
| MVP            | Lorrayna Marys                    | Brasil           |
| Mejor Pasadora | Jackeline Moreno                  | Brasil           |
| Mejor Opuesta  | Lorrayna Marys                    | Brasil           |
| Mejor Central  | Diana Alecrim Agostina Beltramino | Brasil Argentina |
| Mejor Punta    | Glayce Kelly Leslie Leyva         | Brasil Perú      |
| Mejor Líbero   | Valentina González                | Argentina        |